# Atlético de Bilbao 1950-1951
Questa voce raccoglie le informazioni riguardanti l'Atlético de Bilbao nelle competizioni ufficiali della stagione 1950-51.

## Stagione
Come da politica societaria la squadra è composta interamente da giocatori nati in una delle sette province di Euskal Herria o cresciuti calcisticamente nel vivaio di società basche.
In Primera División la squadra basca si classifica al 7º posto. Nella Coppa del Generalísimo, dopo aver eliminato l'Español al primo turno (sconfitta 4-2 e vittoria 5-1), lo Sporting Gijón nei quarti di finale (doppia vittoria 3-1 e 1-2), l'Athletic viene estromesso in semifinale dal Barcellona (0-0 e sconfitta 1-2).

## Rosa
| N. |                   | Ruolo | Calciatore            |
| -- | ----------------- | ----- | --------------------- |
|    | Spagna (bandiera) | P     | Carmelo Cedrún        |
|    | Spagna (bandiera) | P     | Raimundo Pérez Lezama |
|    | Spagna (bandiera) | P     | Cayetano Gana         |
|    | Spagna (bandiera) | D     | Jesús Garay           |
|    | Spagna (bandiera) | D     | Canito                |
|    | Spagna (bandiera) | D     | José María Orúe       |
|    | Spagna (bandiera) | D     | Nando                 |
|    | Spagna (bandiera) | D     | Francisco Celaya      |
|    | Spagna (bandiera) | D     | José Luis Estenaga    |
|    | Spagna (bandiera) | D     | Serafín Areta         |
|    | Spagna (bandiera) | C     | Manolín               |
|    | Spagna (bandiera) | C     | José Luis Berasaluce  |

| N. |                   | Ruolo | Calciatore           |
| -- | ----------------- | ----- | -------------------- |
|    | Spagna (bandiera) | C     | Manuel Barrenetxea   |
|    | Spagna (bandiera) | C     | José Félix Arrieta   |
|    | Spagna (bandiera) | C     | José Luis Bilbao     |
|    | Spagna (bandiera) | C     | José María Lasquivar |
|    | Spagna (bandiera) | A     | Zarra                |
|    | Spagna (bandiera) | A     | Venancio             |
|    | Spagna (bandiera) | A     | José Luis Panizo     |
|    | Spagna (bandiera) | A     | Rafael Iriondo       |
|    | Spagna (bandiera) | A     | Ignacio Garate       |
|    | Spagna (bandiera) | A     | José Luis Artetxe    |
|    | Spagna (bandiera) | A     | Agustín Gaínza       |

## Statistiche

### Statistiche dei giocatori
| Giocatore       | Primera División | Primera División | Coppa del Generalissimo | Coppa del Generalissimo | Totale   | Totale |
| Giocatore       | Presenze         | Reti             | Presenze                | Reti                    | Presenze | Reti   |
| --------------- | ---------------- | ---------------- | ----------------------- | ----------------------- | -------- | ------ |
| S. Areta        | 9                | 0                | ?                       | ?                       | 9+       | 0+     |
| J.F. Arrieta    | 3                | 0                | ?                       | ?                       | 3+       | 0+     |
| J.L. Artetxe    | 12               | 2                | ?                       | ?                       | 12+      | 2+     |
| M. Barrenetxea  | 0                | 0                | ?                       | ?                       | 0+       | 0+     |
| J.L. Berasaluce | 4                | 0                | ?                       | ?                       | 4+       | 0+     |
| J.L. Bilbao     | 1                | 0                | ?                       | ?                       | 1+       | 0+     |
| Canito          | 29               | 1                | ?                       | ?                       | 29+      | 1+     |
| Carmelo         | 2                | -?               | ?                       | -?                      | 2+       | -?     |
| F. Celaya       | 4                | 0                | ?                       | ?                       | 4+       | 0+     |
| J.L. Estenaga   | 18               | 0                | ?                       | ?                       | 18+      | 0+     |
| A. Gaínza       | 25               | 7                | ?                       | ?                       | 25+      | 7+     |
| C. Gana         | 7                | -?               | ?                       | -?                      | 7+       | -?     |
| I. Garate       | 3                | 2                | ?                       | ?                       | 3+       | 2+     |
| J. Garay        | 26               | 1                | ?                       | ?                       | 26+      | 1+     |
| R. Iriondo      | 27               | 8                | ?                       | ?                       | 27+      | 8+     |
| J.M. Lasquivar  | 6                | 2                | ?                       | ?                       | 6+       | 2+     |
| R.P. Lezama     | 22               | -?               | ?                       | -?                      | 22+      | -?     |
| Manolín         | 29               | 3                | ?                       | ?                       | 29+      | 3+     |
| Nando           | 29               | 3                | ?                       | ?                       | 29+      | 3+     |
| J.M. Orúe       | 2                | 0                | ?                       | ?                       | 2+       | 0+     |
| J.L. Panizo     | 13               | 6                | ?                       | ?                       | 13+      | 6+     |
| Venancio        | 30               | 14               | ?                       | ?                       | 30+      | 14+    |
| T. Zarra        | 30               | 38               | 6                       | 8                       | 36       | 46     |